# Norma Cinotti
Norma Cinotti (* 11. September 1996 in Bagno a Ripoli) ist eine italienische Fußballspielerin.

## Karriere

### Verein
Cinotti begann ihre Karriere 2013 bei ACF Firenze und wechselte nach dem Rückzug der Mannschaft aus der Serie A im Jahr 2015 zum FC Empoli (da noch in Kooperation mit ASD Castelfranco CF), für den sie bis zum Saisonende 2017/18 spielte. Danach wechselte sie für ein halbes Jahr nach Frankreich zu ASPTT Albi und im Januar von dort wiederum für ein weiteres halbes Jahr nach Belgien zum RSC Anderlecht. Zur Saison 2019/20 kehrte sie zu Empoli zurück und spielte hier bis zum Ende der Saison 2021/22, als sich auch hier ihre Mannschaft vom Spielbetrieb zurückzog. Zur Folgesaison schloss sie sich der AS Rom an und war für den Verlauf der Spielzeit 2023/24 an den AC Florenz verliehen. 2024 schloss sie sich Sampdoria Genua an.

### Nationalmannschaft
In der italienischen A-Nationalmannschaft gab sie ihr Debüt am 30. November 2021 bei einem 5:0-Sieg über Rumänien während der Qualifikation für die Weltmeisterschaft 2023, als sie in der 77. Minute für Manuela Giugliano eingewechselt wurde.